# Olmedo (Italia)
Olmedo (topónimo de origen español; en sardo y cooficialmente, S' Ulumedu) es una localidad italiana de la provincia de Sácer, región de Cerdeña,  con 3.616 habitantes.

## Evolución demográfica
| Gráfica de evolución demográfica de Olmedo entre 1861 y 2021 |
|                                                              |
| Fuente ISTAT - elaboración gráfica de Wikipedia              |